# Métro léger de San Diego
Le Métro léger de San Diego (ou San Diego Trolley) est un réseau de métro léger dans la ville San Diego en Californie aux États-Unis.